# عبد الله سيدي
عبد الله سيدي (اسمه الحقيقي هو سيكدات بن أنجانغ عبد الله؛ ولد في 2 أكتوبر 1923) هو سياسي ماليزي سابقا، شغل منصب الأمين العام للحزب الشيوعي المالايوي. كان له دور في الطوارئ المالايوية.